# Carl Frederic von Breda
Carl Frederic von Breda (Stockholm, 16 augustus 1759 – aldaar, 1 december 1818) was een Zweeds kunstschilder die vooral bekend is om zijn portretten, onder andere van het Zweeds koninklijk huis.

## Leven

### Jeugd en vroege carrière
Von Breda's achternaam doet een verband vermoeden met de Nederlandse stad Breda. Von Breda's overgrootvader Pieter was naar Stockholm geëmigreerd rond 1670. Diens zoon Lucas (von Breda's grootvader) was een succesvol schilder. Von Breda's vader, die ook Lucas heette, en zijn moeder, Johanna Cornelia Piper, hadden vijf kinderen.
Von Breda studeerde historie- en portretschilderkunst aan de Koninklijke Kunstacademie van Stockholm bij de portretschilder Lorenz Pasch d.J.. Het vroege werk van von Breda toont duidelijk de invloed van zijn leraar, vooral in het kleurenpalet. In 1780 ontving von Breda de eerste van vele prijzen voor zijn werk, en in 1784 stelde hij zijn eerste werken tentoon in een expositie die door de Academie was georganiseerd. In de jaren tachtig van de 18e eeuw steeg zijn populariteit en bekendheid, zodat de adel en het Zweedse koninklijk huis zich door hem lieten portretteren. In 1784 schilderde hij zijn eerste koninklijke portret, van hertogin Hedvig Elisabeth Charlotte, de schoonzus van koning Gustaaf III van Zweden. Daarna schilderde hij ook portretten van kroonprins Gustaaf Adolf en van koning Gustaaf III zelf.
Von Breda trouwde op 22-jarige leeftijd. Samen met zijn vrouw en zoon reisde hij naar Londen, en niet naar Rome of Parijs zoals zovele jonge artiesten, omdat het voor zijn familie makkelijker zou zijn om hem te vergezellen naar de Britse hoofdstad. In 1788 werd von Breda's zoon Johan Fredrik geboren in Londen.

### Groot-Brittannië

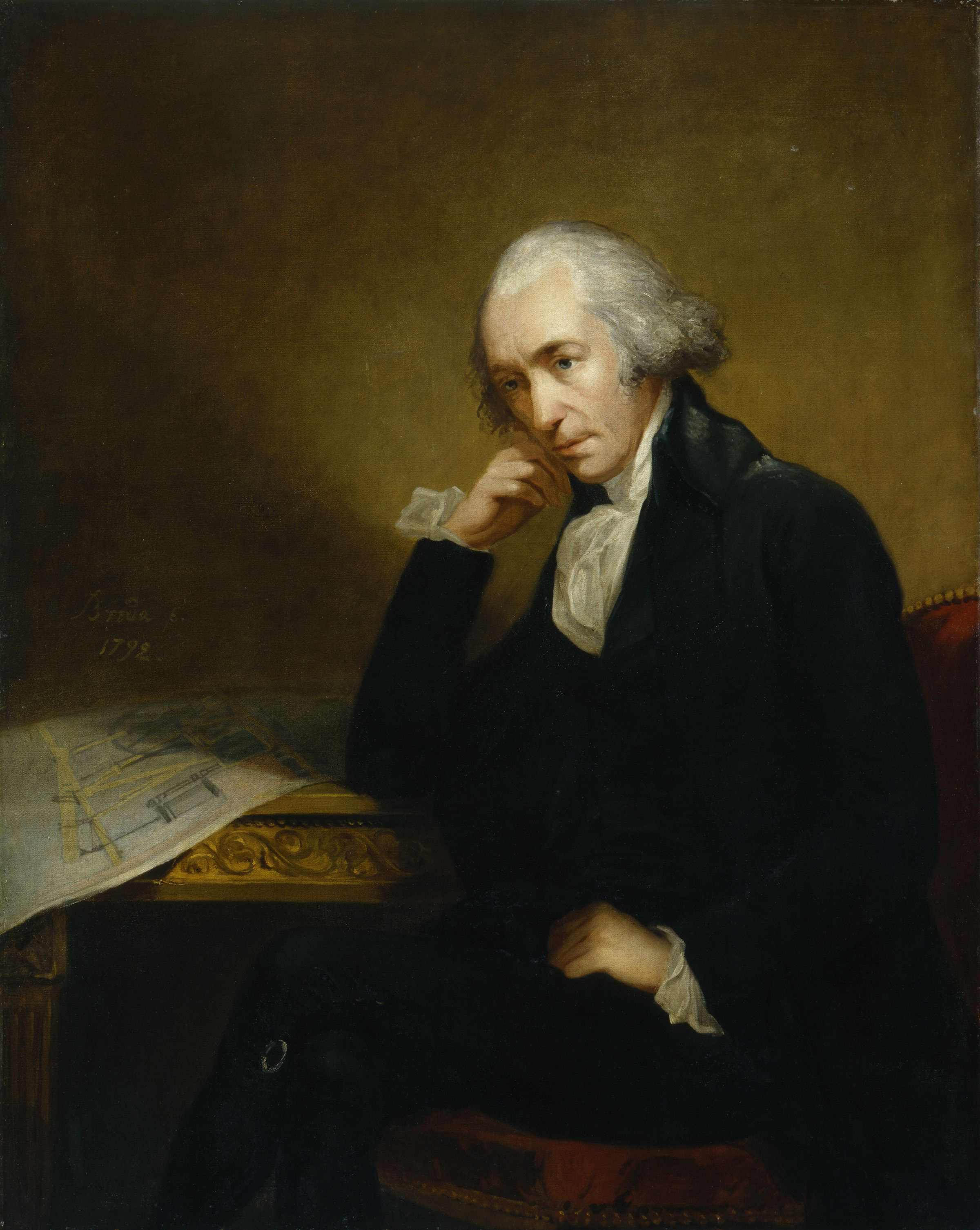
Portret van James Watt (1792)
National Portrait Gallery, Londen

In Groot-Brittannië kwam von Breda in aanraking met het werk van grote schilders en had hij de mogelijkheid om te studeren bij Joshua Reynolds. Deze had veel invloed op von Breda's stijl en, via von Breda, op vele Zweedse portretschilders na hem. Von Breda schilderde een portret van Reynolds, dat hij selecteerde als ondersteuning voor zijn aanvraag tot lidmaatschap van de Koninklijke Kunstacademie, waartoe hij werd toegelaten in 1791.
Von Breda vestigde een studio in St. James Street in Londen en werd vlug een veel gevraagde portretschilder bij de hogere en intellectuele klassen. Zo schilderde hij onder andere portretten van de abolitionisten Thomas Clarkson, James Ramsay en Charles Bernhard Waldström en van de ingenieurs James Watt en Matthew Boulton. Andere personen die hij in die periode portretteerde, waren de wetenschapper William Withering en Mary Priestley, de vrouw van de chemicus en theoloog Joseph Priestley.

### Terugkeer naar Zweden
In 1796 werd von Breda tot professor benoemd aan de Koninklijke Academie, en hij keerde terug naar Stockholm. Door zijn verblijf in Engeland was zijn schilderstijl geëvolueerd van een gladde manier van verf aanbrengen naar een ruigere schilderwijze, hetgeen bewondering uitlokte in Zweden. Von Breda kreeg vele aanvragen voor portretten, waaronder van de humanist Nils von Rosenstein en van de zangeres Teresa Vandoni. Dat laatste portret wordt beschouwd als een van zijn beste werken.
Von Breda erfde zijn vaders huis en kunstcollectie en zijn huis werd een centrum van cultuur in de Zweedse hoofdstad. Hij werd de leermeester van meerdere studenten, waaronder zijn zoon Johan.
Ook na de val van de monarchie in 1809 kreeg von Breda officiële opdrachten. In 1812 werd hij in de adelstand verheven. Toch verstoorde de politieke instabiliteit aan het begin van de 19e eeuw zijn werk. In 1800 had hij de opdracht gekregen om de kroning van Gustaaf IV Adolf te schilderen, maar door de vele vertragingen en door het feit dat de koning in 1809 werd afgezet, heeft hij dat schilderij nooit kunnen afwerken. Ook het schilderij voor de kroning van Karel XIII van Zweden, de oom van Gustaaf IV, raakte door omstandigheden niet af, en het Zweedse parlement weigerde in 1818 om geld te geven om het schilderij af te werken. Von Breda stierf niet veel later, op 1 december, ten gevolge van een hersenbloeding.

## Werk
Von Breda's werk hangt in vele musea, waaronder het Birmingham Museum and Art Gallery, de National Portrait Gallery in Londen, de National Gallery of Art in Washington D.C. en het Nationalmuseum in Stockholm.

Teresa Vandoni (1797)
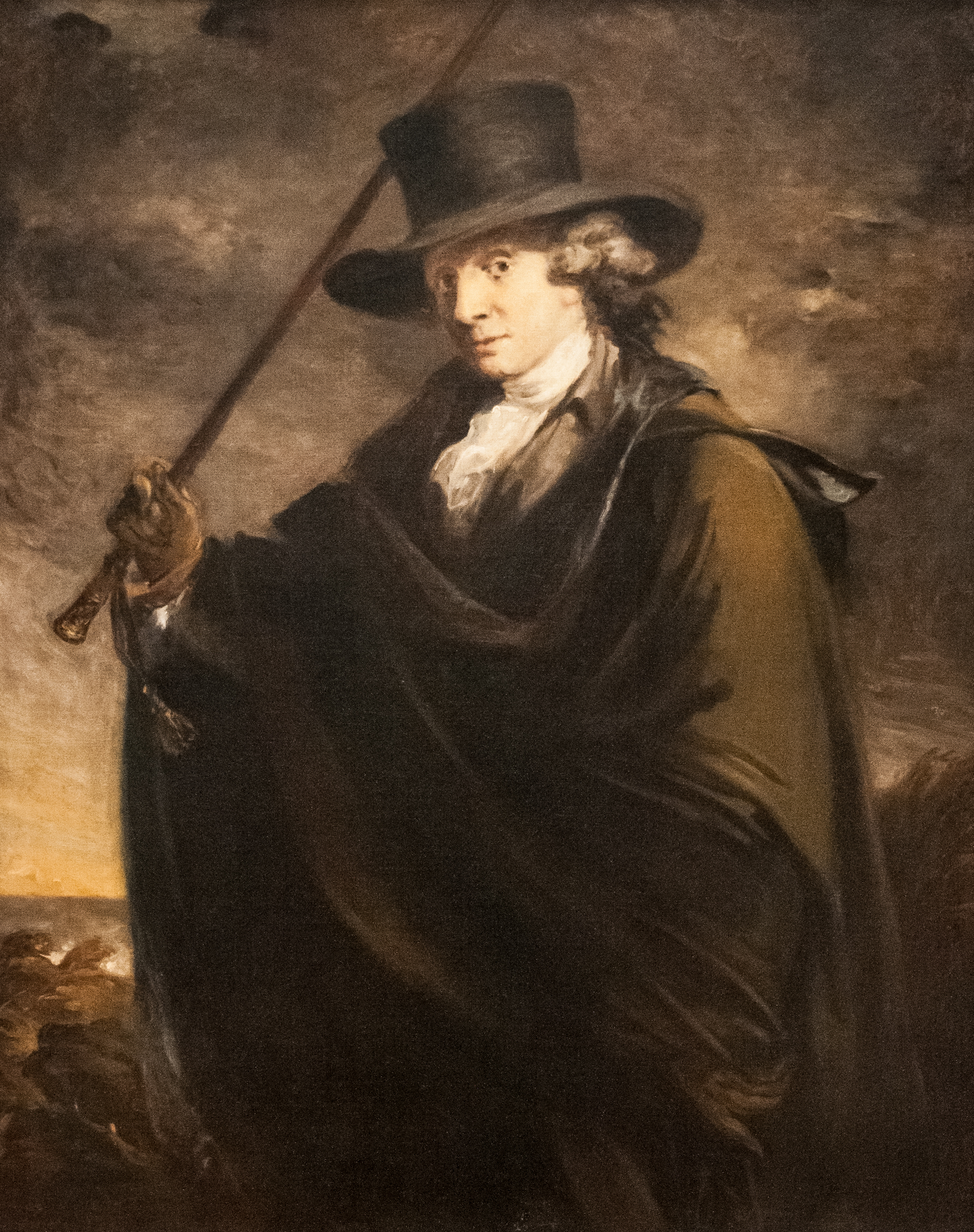
Portret van von Breda's vader (1797)
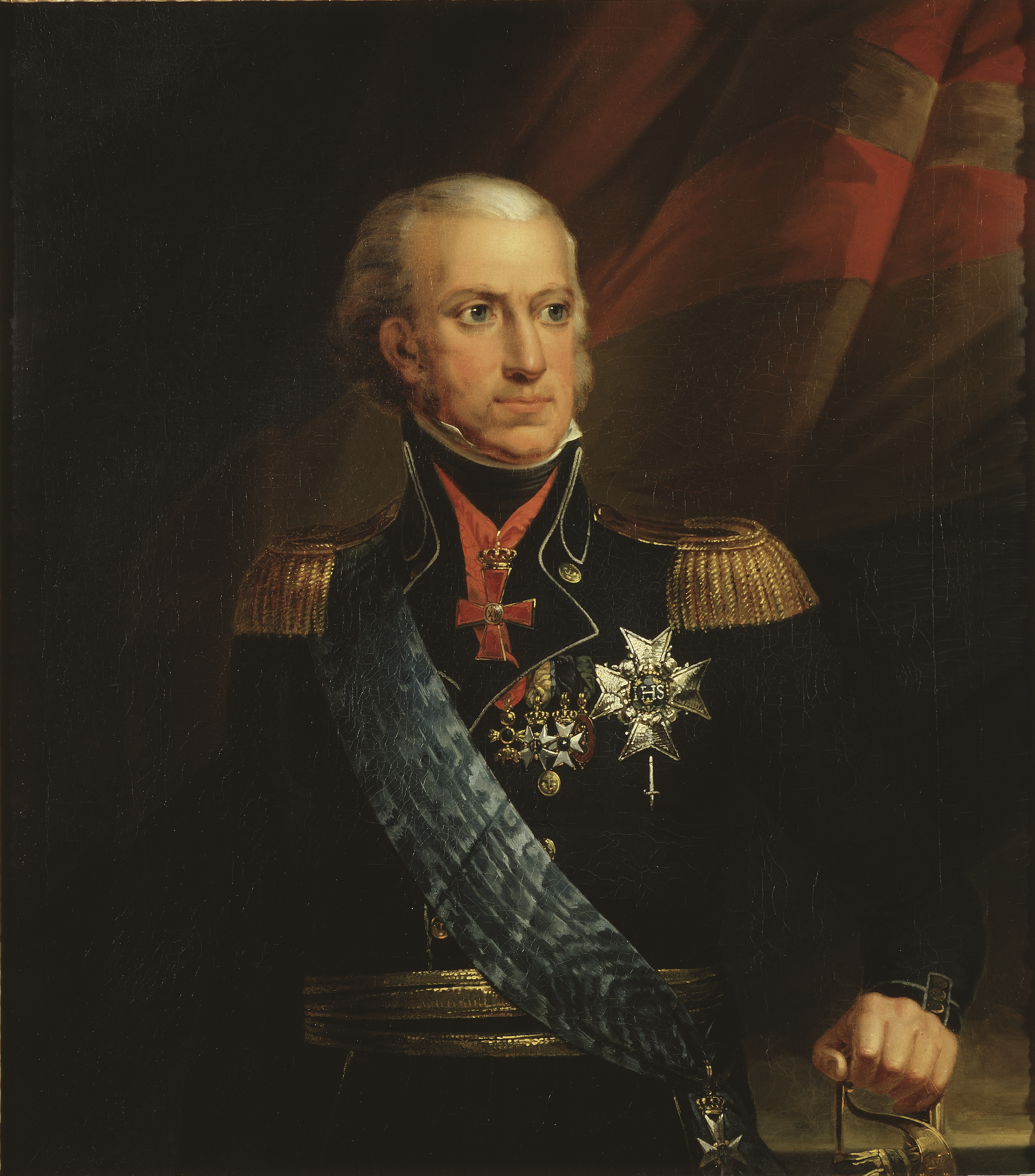
Karel XIII van Zweden
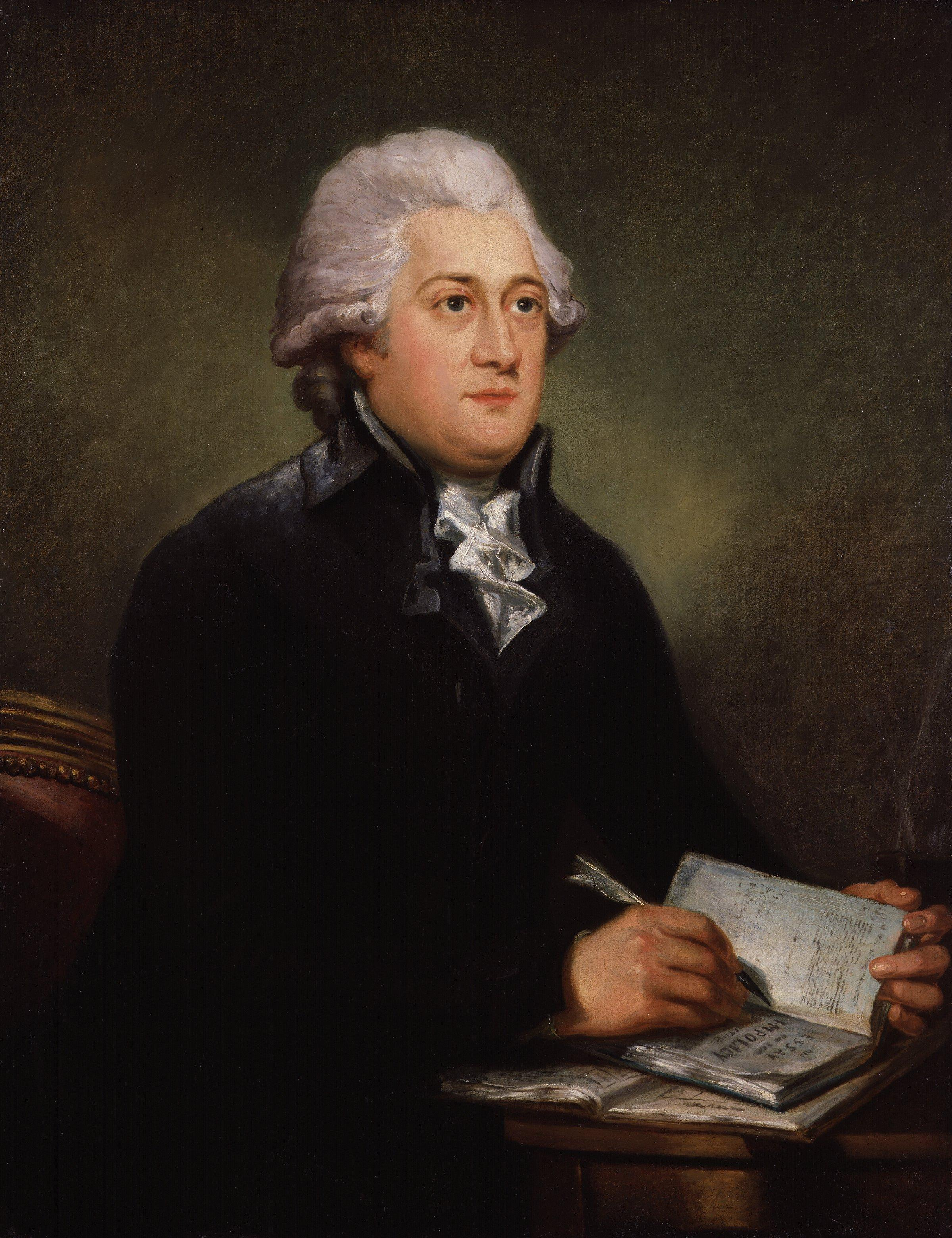
Thomas Clarkson
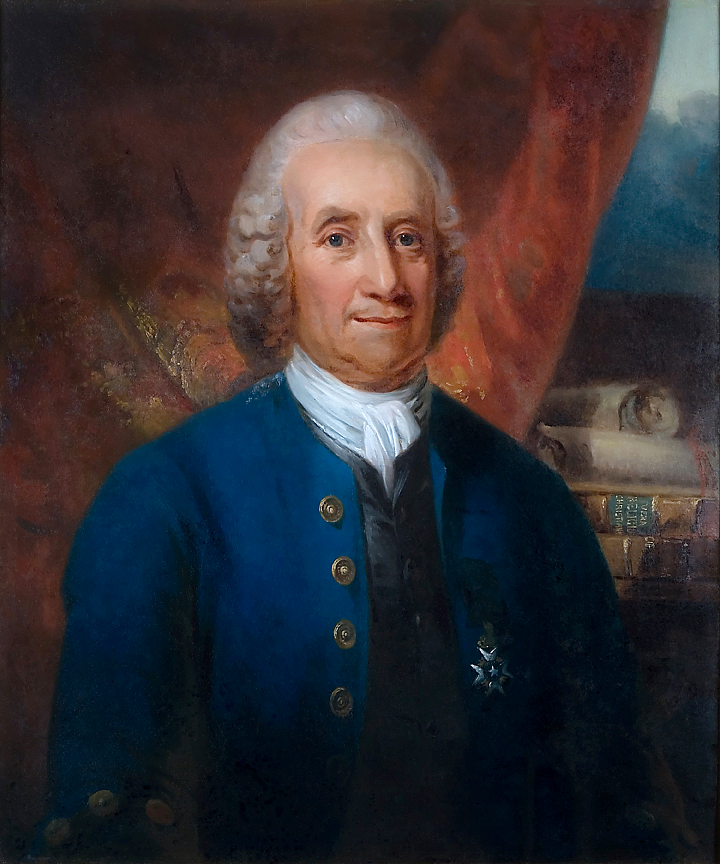
Emanuel Swedenborg
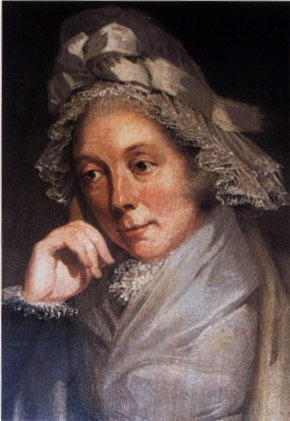
Mary Priestley
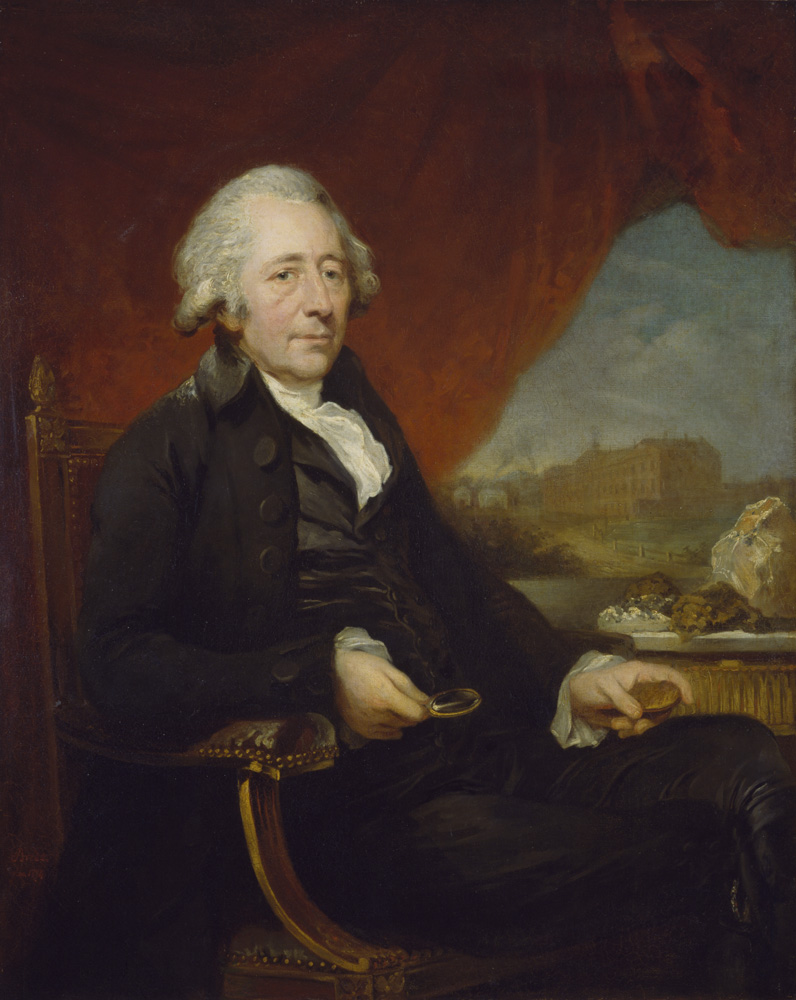
Matthew Boulton

- Bibliothèque nationale de France: cb149557609 (data)
- Gemeinsame Normdatei: 174302061
- International Standard Name Identifier: 0000 0000 6662 7018
- KulturNav: 3ddfba9c-e910-4f90-9dc6-35f45cffb9e2
- Library of Congress Control Number: no2007081923
- RKD-Nederlands Instituut voor Kunstgeschiedenis: 12227
- LIBRIS: 179064
- Union List of Artist Names: 500012130
- Virtual International Authority File: 35149366293485602046